# Listopad 2024
Toto je archivovaný článek z portálu Aktuality.
1. listopadu – pátek
 Při zřícení přístřešku před železniční stanicí v srbském Novém Sadě zemřelo 16 lidí. 
2. listopadu – sobota
 Kemi Badenochová byla zvolena vůdkyní britské Konzervativní strany. 
3. listopadu – neděle
 Maia Sanduová byla znovuzvolena prezidentkou Moldavska. 
4. listopadu – pondělí
 Sopečné pumy z erupce sopky Lewotobi zabily 9 lidí na indonéském ostrově Flores. 
5. listopadu – úterý
 Premiér Izraele Benjamin Netanjahu odvolal z vlády ministra obrany Jo'ava Galanta a na jeho místo byl jmenován Jisra'el Kac. 
6. listopadu – středa
 Po rozpadu semaforové koalice odešli ministři FDP z vlády Olafa Scholze. 
 Donald Trump byl podruhé zvolen americkým prezidentem a Republikánská strana získala většinu křesel v americkém Kongresu. 
7. listopadu – čtvrtek
 Vlna antisemitského násilí zaměřená proti fanouškům fotbalového klubu Maccabi Tel Aviv zasáhla Amsterdam. 
9. listopadu – sobota
 Bývalý pražský primátor Zdeněk Hřib byl zvolen předsedou České pirátské strany. 
11. listopadu – pondělí
 V Ázerbájdžánském hlavním městě Baku začala 29. Konference OSN o změně klimatu. 
 Mezinárodní trestní soud zahájil vyšetřování prokurátora Karima Khana kvůli obvinění ze sexuálních přečinů. 
12. listopadu – úterý
 Arcibiskup canterburský, Justin Welby, hlava Anglikánské církve, rezignoval na svou funkci kvůli zatajování sexuálního zneužívání. 
15. listopadu – pátek
 Americká satirická mediální společnost The Onion vydražila v konkursu web InfoWars konspiračního teoretika Alexe Jonse. 
 Obvodní soud pro Prahu 8 nepravomocně shledal psychiatra Jana Cimického vinným ze čtyř znásilnění a 35 případů vydírání a uložil mu trest odnětí svobody v délce pěti let. 
17. listopadu – neděle
 Americký prezident Joe Biden povolil ukrajinské armádě použití dalekonosných raket ATACMS proti cílům na mezinárodně uznaném území Ruska. 
19. listopadu – úterý
 Americký prezident Joe Biden schválil dodávky protipěchotních min na Ukrajinu. 
 Prezident Abcházie Aslan Bžanija a premiér Aleksandr Ankvab po demonstracích rezignovali na své funkce. 
20. listopadu – středa
 Senát Parlamentu České republiky schválil nominaci ústavní soudkyně Dity Řepkové, která na Ústavním soudu nahradí Davida Uhlíře. 
21. listopadu – čtvrtek
 Mezinárodní trestní soud v Haagu vydal zatykač na izraelského premiéra Benjamina Netanjahua, bývalého izraelského ministra obrany Jo'ava Galanta a pravděpodobně zesnulého Muhammada Dajfa velitele vojenského křídla Hamásu. 
 Při útoku na Dnipro Rusko poprvé nasadilo balistickou raketu středního doletu Orešnik (Орешник) v boji. 
24. listopadu – neděle
 Nizozemský pilot Max Verstappen z týmu Red Bull Racing se stal počtvrté za sebou mistrem světa Formule 1. 
 Belgičan Thierry Neuville se poprvé stal mistrem světa v rallye. 
27. listopadu – středa
 V Libanonu začalo platit příměří sjednané mezi Izraelem a teroristickým hnutím Hizballáh. 
28. listopadu – čtvrtek
 Správa železnic uvedla do provozu Schwarzenberský most přes vodní nádrž Orlík na trati Tábor–Ražice. 
29. listopadu – pátek
 Opoziční síly, vedené skupinou Tahrír al-Šám, dobyly druhé největší syrské město Aleppo a rozsáhlá území na severozápadě země. 